# Губонин, Пётр Николаевич
Пётр Николаевич Губонин (19 февраля 1884, Феодосия, Российская империя — 1929, Москва, СССР) — офицер Российского императорского флота, участник Русско-японской войны, вахтенный начальник и плутонговый командир крейсера «Варяг», участник боя у Чемульпо, Георгиевский кавалер. Участник Первой мировой войны, капитан 2 ранга.

## Биография
Пётр Николаевич Губонин родился 19 февраля 1884 года в Феодосии, Таврической губернии, Российской империи, в семье потомственного дворянина, надворного советника, члена Попечительного совета Комиссаровского технического училища Николая Петровича Губонина и его жены Надежды Константиновы (урожд. Артюхова). Дед Петра по отцовской линии — Петр Ионович Губонин (1825—1894) был купцом 1-й гильдии, промышленником и меценатом. Прадед и дед по материнской линии служили на флоте.
В детские годы Пётр жил в родовом имении в Гурзуфе. В 1897 году, когда Петру исполнилось 13 лет его отец надворный советник обратился к директору Морского кадетского корпуса с прошением: «Желая определить на воспитание в младший общий класс … сына моего Петра. … В случае же, если сын мой Пётр по экзамену не окажется в числе подлежащих к приёму на казённое содержание, то прошу принять его … своекоштным пансионером. … Потомственный дворянин Николай Петрович Губонин.».
1 сентября 1897 году поступил кадетом на казённый счёт в младший общий класс Морского кадетского корпуса. В 1902 году гардемарином находился в 90-дневном плавании по Балтийскому морю на крейсере «Рында». 6 мая 1903 года Высочайшим приказом по Морскому ведомству был произведён по экзамену в мичманы. Сначала служил вахтенным начальником на эскадренном броненосце «Наварин», а затем, с 31 мая 1903 года в той же должности на броненосце «Генерал-адмирал Апраксин». 15 октября 1903 года был назначен вахтенным начальником на вакансию минного офицера, плутонговым командиром на бронепалубный крейсер 1-го ранга 1-й Тихоокеанской эскадры «Варяг».

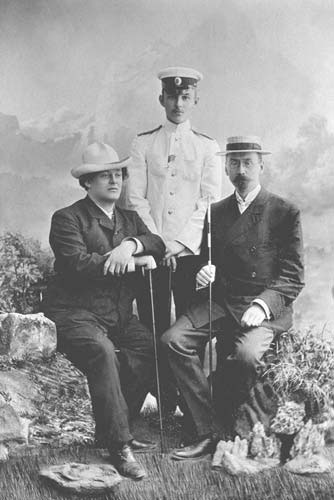
Слева направо — Иоаким Тартаков, Пётр Губонин, Алексей Бахрушин.

В самом начале Русско-японской войны 1904—1905 годов крейсер «Варяг» и канонерская лодка «Кореец» находились в нейтральном корейском порту Чемульпо. 27 января (9 февраля) 1904 года они приняли неравный бой у Чемульпо с кораблями японской эскадры под командованием контр-адмирала Уриу. Бой длился 50 минут. За это время «Варяг» под командованием капитана 1-го ранга В. Ф. Рудневым выпустил по противнику 1105 снарядов, но и сам получил 5 подводных пробоин, З1 моряк был убит, около 200 человек было ранено. Весь экипаж крейсера проявил храбрость и самоотверженность во время боя. Мичман Губонин руководил стрельбой своего плутонга и был тяжело ранен в начале боя. Он получил осколочное ранение ноги с повреждением коленной чашки и тяжелый ожог тела, но предпочёл оставаться у своего орудия, продолжая стрельбу, однако от потери крови вскоре потерял сознание и упал на палубу. После боя доставлен в корабельный лазарет.
Не имея возможности продолжать бой, корабль вернулся в Чемульпо, где после оценки серьёзности повреждений «Варяга», общим собранием офицеров было принято решение об уничтожении крейсера. Губонин с другими ранеными членами экипажа «Варяга» был доставлен на французском баркасе в Сайгон, где находился в госпитале. Высочайшим приказом от 23 февраля 1904 года мичман П. Н. Губонин был награждён орденом Святого Георгия IV степени. 21 февраля 1904 года, за два дня до приказа о награждении сына, мать раненного мичмана Губонина, организовала при содействии знакомых, санитарный отряд в 50 человек, который был вскоре отправлен на Дальний Восток. Доктор Н. И. Андриевский в «Санитарном отчёте за Русско-японскую войну» называет Петра Губонина первым в списке "Примеров мужества среди раненых на «Варяге».
В мае 1904 года мичман П. Н. Губонин на пароходе «Россия» прибыл в Одессу, а затем в Москву, где долечивался в домашних условиях. 7 апреля 1905 года был приписан к III классу раненых, однако вернулся на флот, служил на крейсере 2 ранга «Вестник» вахтенным начальником. 6 декабря 1905 года был произведён в лейтенанты за отличие. С июля 1907 до марта 1909 года командовал миноносцами: № 106, 118, 212 и вновь 118. Затем служил на Каспии и позже в Учебном отряде подводного плаванья.
В 1910 году был членом общего Корабельного суда. 6 мая 1912 года назначен в отряд минных заградителей. С 5 ноября 1912 года служил старшим офицером канонерской лодки «Бобр II». 26 ноября 1912 года за отличия по службе произведён в старшие лейтенанты. 10 июля 1914 года приказом Морского командира силами Балтийского флота Губонин списан с 1-го Балтийского экипажа и должности командира канонерской лодки «Бобр» по болезни. Но уже 1 августа 1914 года, в связи с началом Первой мировой войны, назначен помощником начальника охраны водного пространства района Біэркэ-зунд. В 1915—1916 годы служил в Кронштадте в дивизии минного траления. С 17 марта 1916 года служил начальником 7-го дивизиона тральщиков Дивизии траления Балтийского моря. 10 апреля 1916 года был произведён в капитаны 2 ранга. 1 мая 1917 года назначен командиром учебного судна «Память Азова».
После Октябрьской революции остался в России. 21 марта 1918 года был уволен от службы на основании декрета Совет Народных комиссаров № 102 от 30 января 1918 года о демобилизации Российского императорского флота. Служил капитаном дальнего плавания Совторгфлота.
Умер в 1929 году в Москве. Похоронен на Новодевичьем кладбище.

## Награды
Капитан 2 ранга Пётр Николаевич Губонин был награждён орденами и медалями Российской империи:
- орден Святого Георгия 4 степени (23.02.1904);
- орден Святого Станислава 3 степени (1907);
- орден Святой Анны 3 степени (6 12 1914);
- орден Святого Станислава 2 степени с мечами (28.03.1916);
- орден Святого Владимира 4 степени с мечами и бантом (30.07.1916);
- орден Святой Анны 2 степени с мечами (25.12.1916);
- Серебряная медаль «За бой „Варяга“ и „Корейца“» (1906);
- Серебряная медаль «В память русско-японской войны» с бантом на Александро-Невской ленте (1907);
- Светло-бронзовая медаль «В память 300-летия царствования дома Романовых» (1913);
- Светло-бронзовая медаль «В память 200-летия морского сражения при Гангуте» (1915).

Иностранные:
- орден Почётного легиона офицерский крест (1909, Франция)[2].

## Семья
- Дед — Пётр Ионович Губонин (1825—1894), выходец из крепостных крестьян, миллионер, промышленник, строитель железных дорог, получил дворянство за меценатство, заслуги в развитии образования в Российской империи и др[5].
- отец — Николай Петрович Губонин (1861—1918), потомственный дворянин, надворный советник, член Попечительного совета Комиссаровского технического училища.
- мать — Надежда Константиновна Губонина (1864—1938), была домашней хозяйкой и в конце жизни находилась на иждивении дочери.
- сестра — Ольга Николаевна (по мужу Цубербиллер) (1885—1975) — математик и педагог высшей школы[4].

Пётр Николаевич Губонин был женат, имел трёх детей: Марину, Ивана и Владимира.